# Martino Padovan
Martino Padovan (Merano, 6 dicembre 1922 – ...) è stato un bobbista italiano, atleta di Cortina d'Ampezzo attivo negli anni sessanta.
Atleta dell'Aeronautica Militare nel 1963 vince i Campionati italiani di bob a quattro.